# Pungtungia shiraii
Pungtungia shiraii är en fiskart som beskrevs av Oshima, 1957. Pungtungia shiraii ingår i släktet Pungtungia och familjen karpfiskar. Inga underarter finns listade i Catalogue of Life.